# Persone di nome Mehmet
| Questa pagina contiene informazioni ricavate automaticamente dalle voci biografiche con l'ausilio del template Bio e di un bot. L'aggiornamento è periodico e automatico e ricostruisce completamente la pagina. Se manca una persona in questa lista, sei pregato di non aggiungerla, ma accertati piuttosto che la sua voce biografica contenga il template Bio e che i dati anagrafici siano correttamente compilati. Se il template Bio manca, inseriscilo tu stesso o, in alternativa, metti l'avviso {{tmp\|Bio}} che ne segnala la mancanza. Se i dati riportati sono sbagliati, correggi direttamente la voce biografica; le modifiche saranno visibili in questa lista entro pochi giorni. Per chiarimenti vedi il progetto antroponimi. La lista contiene solo le 66 persone che sono citate nell'enciclopedia e per le quali è stato implementato correttamente il template Bio. Pagina aggiornata al 6 mag 2025. |

Questa è una lista di persone presenti nell'enciclopedia che hanno il nome Mehmet, suddivise per attività principale.

## Allenatori di calcio(7)
- Mehmet Altıparmak, allenatore di calcio e ex calciatore turco (Ankara, n. 1969)
- Mehmet Dragusha, allenatore di calcio e calciatore albanese (Pristina, n. 1977)
- Mehmet Duraković, allenatore di calcio e ex calciatore australiano (Podgorica, n. 1965)
- Mehmet Topal, allenatore di calcio e ex calciatore turco (Malatya, n. 1986)
- Mehmet Özdilek, allenatore di calcio e ex calciatore turco (Samsun, n. 1966)
- Mehmet Yozgatlı, allenatore di calcio e ex calciatore turco (Melle, n. 1979)
- Mehmet Yılmaz, allenatore di calcio e ex calciatore turco (Of, n. 1979)

## Ambasciatori(1)
- Halet Efendi, ambasciatore e politico ottomano (Istanbul, n. 1761 - Konya, † 1822)

## Ammiragli(1)
- Mehmet Shoraq, ammiraglio turco (n. 1525 - Lepanto, † 1571)

## Architetti(1)
- Vedat Tek, architetto turco (Istanbul, n. 1873 - Istanbul, † 1942)

## Attivisti(1)
- Mehmet Tarhan, attivista curda (n. 1978)

## Attori(4)
- Mehmet Korhan Fırat, attore turco (Erzincan, n. 1988)
- Mehmet Kurtuluş, attore tedesco (Uşak, n. 1972)
- Mehmet Emin Toprak, attore turco (Yenice, n. 1974 - Çan, † 2002)
- Mehmet Yılmaz Ak, attore e drammaturgo turco (Diyarbakır, n. 1986)

## Calciatori(19)
- Mehmet Akgün, ex calciatore turco (Bielefeld, n. 1986)
- Mehmet Akyüz, calciatore turco (Adapazarı, n. 1986)
- Mehmet Batdal, ex calciatore turco (Smirne, n. 1987)
- Mehmet Eren Boyraz, ex calciatore turco (Karadeniz Ereğli, n. 1981)
- Mehmet Çakır, ex calciatore turco (Bala, n. 1984)
- Mehmet Dinçer, ex calciatore turco (n. 1933)
- Reha Eken, calciatore, allenatore di calcio e dirigente sportivo turco (Istanbul, n. 1925 - Istanbul, † 2013)
- Mehmet Ekici, ex calciatore tedesco (Monaco, n. 1990)
- Mehmet Güven, ex calciatore turco (Malatya, n. 1987)
- Mehmet Hetemaj, ex calciatore finlandese (Srbica, n. 1987)
- Mehmet Nas, ex calciatore turco (Gümüşhane, n. 1979)
- Umut Nayir, calciatore turco (Kayseri, n. 1993)
- Mehmet Scholl, ex calciatore e allenatore di calcio tedesco (Karlsruhe, n. 1970)
- Mehmet Taş, calciatore turco (Mersin, n. 1991)
- Mehmet Topuz, ex calciatore turco (Yozgat, n. 1983)
- Mehmet Yeşil, calciatore turco (Diyarbakır, n. 1998)
- Feyzi Yıldırım, calciatore turco (Eskişehir, n. 1996)
- Mehmet Yıldız, ex calciatore turco (Yozgat, n. 1981)
- Zeki Çelik, calciatore turco (Yildirim, n. 1997)

## Cantautori(1)
- Barış Manço, cantautore, musicista e produttore televisivo turco (Scutari, n. 1943 - Kadıköy, † 1999)

## Cestisti(11)
- Mehmet Alemdaroğlu, cestista turco (Balıkesir, n. 1996)
- Yüksel Alkan, cestista turco (n. 1931 - † 2017)
- Mehmet Baturalp, cestista e allenatore di pallacanestro turco (Istanbul, n. 1936 - † 2017)
- Mehmet Döğüşken, ex cestista turco (n. 1956)
- Tufan Ersöz, ex cestista turco (Smirne, n. 1980)
- Nur Germen, cestista e allenatore di pallacanestro turco (Ankara, n. 1948 - Bodrum, † 2021)
- Kamil Ocak, cestista turco (Gaziantep, n. 1914 - Ankara, † 1969)
- Mehmet Okur, ex cestista e allenatore di pallacanestro turco (Yalova, n. 1979)
- Kerem Tunçeri, ex cestista turco (Istanbul, n. 1979)
- Mehmet Yağmur, cestista turco (Smirne, n. 1987)
- Mehmet Ali Yalım, cestista turco (Kars, n. 1929 - Ankara, † 1992)

## Chirurghi(1)
- Mehmet Öz, chirurgo, conduttore televisivo e autore televisivo statunitense (Cleveland, n. 1960)

## Ginnasti(1)
- Mehmet Ayberk Koşak, ginnasta turco (Konak, n. 2001)

## Lottatori(4)
- Mehmet Oktav, lottatore turco (Istanbul, n. 1917 - † 1996)
- Mehmet Âkif Pirim, ex lottatore turco (Rize, n. 1968)
- Aydın Polatçı, ex lottatore turco (Istanbul, n. 1977)
- Mehmet Özal, ex lottatore turco (Ankara, n. 1978)

## Maratoneti(1)
- Mehmet Terzi, ex maratoneta turco (Eskişehir, n. 1955)

## Militari(2)
- Mehmet Köprülü, militare ottomano (Berat, n. 1580 - Edirne, † 1661)
- Mehmet Beg Mihaloglu, militare ottomano

## Modelli(1)
- Mehmet Günsür, modello e attore turco (Istanbul, n. 1975)

## Poeti(1)
- Mehmet Akif Ersoy, poeta turco (Costantinopoli, n. 1873 - Istanbul, † 1936)

## Politici(5)
- Şemsettin Günaltay, politico turco (Kemaliye, n. 1883 - Istanbul, † 1961)
- Mehmet Fuad Köprülü, politico e storico turco (Istanbul, n. 1890 - Istanbul, † 1966)
- Şükrü Saracoğlu, politico e dirigente sportivo turco (Ödemiş, n. 1887 - Istanbul, † 1953)
- Mehmet Ali Talat, politico cipriota (Kyrenia, n. 1952)
- Mehmet Şimşek, politico e economista turco (Gercüş, n. 1967)

## Rivoluzionari(1)
- Mehmet Shehu, rivoluzionario, politico e militare albanese (Çorush, n. 1913 - Tirana, † 1981)

## Sceneggiatori(1)
- Onat Kutlar, sceneggiatore, poeta e saggista turco (Alanya, n. 1936 - Istanbul, † 1995)

## Taekwondoka(1)
- Mehmet Dolas, taekwondoka turco (n. 1994)

## Terroristi(1)
- Mehmet Ali Ağca, terrorista turco (Hekimhan, n. 1958)